# Sharon Kane
Sharon Kane (* 24. Februar 1956 als Sharon Louise Cain in Ohio) ist eine US-amerikanische ehemalige Pornodarstellerin und Regisseurin.

## Karriere
Sharon Kane begann ihre Karriere 1977 und beendete sie 2010. Laut IAFD hat sie in 1066 Filmen mitgespielt und in 31 Filmen Regie geführt.
Sie ist Mitglied von 3 Hall of Fames, unter anderem der AVN Hall of Fame.

## Filmografie (Auswahl)
- Pretty Peaches 1 (1978)[2]
- Femme (1984)
- No Man’s Land 7 (1993)

## Auszeichnungen
- AVN Hall of Fame
- XRCO Hall of Fame
- Legends of Erotica Hall of Fame
- 1984: XRCO Award – Best Supporting Actress für Throat – 12 Years After
- 1989: XRCO Award – Best Actress für Bodies in Heat – The Sequel
- 1990: AVN Award – Best Actress – Video für Bodies in Heat – The Sequel
- 1990: AVN Award – Best Couples Sex Scene – Film für Firestorm 3